# El Puente del Arzobispo
El Puente del Arzobispo település Spanyolországban, Toledo tartományban. El Puente del Arzobispo Alcolea de Tajo és Villar del Pedroso községekkel határos. Lakosainak száma 1151 fő (2024).

## Népesség
A település népessége az utóbbi években az alábbiak szerint változott:
| Lakosok száma | 1536 | 1465 | 1441 | 1458 | 1407 | 1340 | 1279 | 1246 | 1153 | 1151 |
|               | 2001 | 2004 | 2007 | 2009 | 2012 | 2014 | 2017 | 2019 | 2022 | 2024 |